# Équipe de Hongrie masculine de handball au Championnat d'Europe 2016
Cet article relate le parcours de l'Équipe de Hongrie masculine de handball lors du Championnat d'Europe 2016 organisé en Pologne du 15 janvier au 31 janvier 2015. Il s'agit de la 9e participation de la Hongrie aux Championnats d'Europe.

## Présentation

### Qualification
|   | Équipe   | Pts | J | G | N | P | Bp  | Bc  | Diff |  | Résultats (dom.\ext.) |       |       |       |       |
| - | -------- | --- | - | - | - | - | --- | --- | ---- |  | --------------------- | ----- | ----- | ----- | ----- |
| 1 | Hongrie  | 12  | 6 | 6 | 0 | 0 | 178 | 151 | 27   |  | Hongrie               |       | 29-25 | 31-30 | 32-28 |
| 2 | Russie   | 8   | 6 | 4 | 0 | 2 | 174 | 168 | 6    |  | Russie                | 23-27 |       | 35-33 | 27-22 |
| 3 | Portugal | 5   | 6 | 2 | 0 | 4 | 183 | 176 | 7    |  | Portugal              | 25-26 | 29-34 |       | 34-24 |
| 4 | Ukraine  | 0   | 6 | 0 | 0 | 6 | 148 | 188 | -40  |  | Ukraine               | 20-33 | 28-30 | 26-32 |       |

### Maillots
L'équipe de Hongrie porte pendant l'Euro 2016 un maillot confectionné par l'équipementier Adidas.
| Couleurs | Vert et blanc |
| Marque   | Adidas        |
| Domicile | Extérieur     |

### Matchs de préparation
La Hongrie a joué 2 matchs de préparation :
| Équipe 1 | Résultat | Équipe 2 |
| -------- | -------- | -------- |
| Serbie   | 24-22    | Hongrie  |
| Hongrie  | 25-25    | Serbie   |

## Résultats

### Tour préliminaire
|   | Équipe     | Pts | J | G | N | P | Bp | Bc | Diff | Dép |
| - | ---------- | --- | - | - | - | - | -- | -- | ---- | --- |
| 1 | Danemark   | 6   | 3 | 3 | 0 | 0 | 91 | 75 | 16   | 0   |
| 2 | Russie     | 4   | 3 | 2 | 0 | 1 | 80 | 78 | 2    | 0   |
| 3 | Hongrie    | 2   | 3 | 1 | 0 | 2 | 80 | 84 | -4   | 0   |
| 4 | Monténégro | 0   | 3 | 0 | 0 | 3 | 76 | 90 | -14  | 0   |

| 16.01.2016 - 18h00 | Hongrie  | 32 | 27 | Monténégro |
| 18.01.2016 - 18h00 | Russie   | 27 | 26 | Hongrie    |
| 20.01.2016 - 20h00 | Danemark | 30 | 22 | Hongrie    |

| 16 janvier 2016 18h00 | Hongrie   | 32-27   | Monténégro | Ergo Arena, Gdańsk / Sopot Affluence : 6 864 Arbitrage : Gousko, Repkin |
| 16 janvier 2016 18h00 | Bánhidi 7 | (16-12) | Borozan 7  | Ergo Arena, Gdańsk / Sopot Affluence : 6 864 Arbitrage : Gousko, Repkin |
| 16 janvier 2016 18h00 | ×3 ×5     | Rapport | ×2 ×4      | Ergo Arena, Gdańsk / Sopot Affluence : 6 864 Arbitrage : Gousko, Repkin |

| 18 janvier 2016 18h00 | Russie    | 27-26   | Hongrie  | Ergo Arena, Gdańsk / Sopot Affluence : 6 452 Arbitrage : Nachevski, Nikolov |
| 18 janvier 2016 18h00 | Dibirov 6 | (14-10) | Jamali 6 | Ergo Arena, Gdańsk / Sopot Affluence : 6 452 Arbitrage : Nachevski, Nikolov |
| 18 janvier 2016 18h00 | ×4 ×6     | Rapport | ×3       | Ergo Arena, Gdańsk / Sopot Affluence : 6 452 Arbitrage : Nachevski, Nikolov |

| 20 janvier 2016 20h00 | Danemark | 30-22   | Hongrie   | Ergo Arena, Gdańsk / Sopot Affluence : 8 361 Arbitrage : Pichon, Reveret |
| 20 janvier 2016 20h00 | Hansen 9 | (18-10) | Hornyák 5 | Ergo Arena, Gdańsk / Sopot Affluence : 8 361 Arbitrage : Pichon, Reveret |
| 20 janvier 2016 20h00 | ×3 ×1    | Rapport | ×3 ×2     | Ergo Arena, Gdańsk / Sopot Affluence : 8 361 Arbitrage : Pichon, Reveret |

### Tour principal
Les résultats des matches joués lors du tour préliminaire sont conservés lors de ce tour principal, sauf celui joué contre l'équipe éliminée.
|   | Équipe    | Pts | J | G | N | P | Bp  | Bc  | Diff | Dép |
| - | --------- | --- | - | - | - | - | --- | --- | ---- | --- |
| 1 | Espagne   | 8   | 5 | 4 | 0 | 1 | 135 | 130 | 5    | +3  |
| 2 | Allemagne | 8   | 5 | 4 | 0 | 1 | 140 | 129 | 11   | -3  |
| 3 | Danemark  | 7   | 5 | 3 | 1 | 1 | 139 | 123 | 16   | 0   |
| 4 | Suède     | 4   | 5 | 1 | 2 | 2 | 126 | 121 | 5    | 0   |
| 5 | Russie    | 3   | 5 | 1 | 1 | 3 | 132 | 140 | -8   | 0   |
| 6 | Hongrie   | 0   | 5 | 0 | 0 | 5 | 110 | 139 | -29  | 0   |

| 22 janvier 2016 18h15 | Allemagne | 29 | 19 | Hongrie |
| 26 janvier 2016 18h15 | Espagne   | 31 | 29 | Hongrie |
| 27 janvier 2016 16h00 | Suède     | 22 | 14 | Hongrie |

| 22 janvier 2016 18h15 | Allemagne | 29-19   | Hongrie         | Halle du Centenaire, Wrocław Affluence : 6 500 Arbitrage : Gubica, Milošević |
| 22 janvier 2016 18h15 | Wiede 6   | (17-9)  | three players 3 | Halle du Centenaire, Wrocław Affluence : 6 500 Arbitrage : Gubica, Milošević |
| 22 janvier 2016 18h15 | ×4 ×2     | Rapport | ×3              | Halle du Centenaire, Wrocław Affluence : 6 500 Arbitrage : Gubica, Milošević |

| 26 janvier 2016 18h15 | Espagne  | 31-29   | Hongrie | Halle du Centenaire, Wrocław Affluence : 6 500 Arbitrage : Gousko, Repkin |
| 26 janvier 2016 18h15 | Rivera 5 | (15-15) | Nagy 9  | Halle du Centenaire, Wrocław Affluence : 6 500 Arbitrage : Gousko, Repkin |
| 26 janvier 2016 18h15 | ×3 ×5    | Rapport | ×3 ×5   | Halle du Centenaire, Wrocław Affluence : 6 500 Arbitrage : Gousko, Repkin |

| 27 janvier 2016 16h00 | Suède              | 22-14   | Hongrie | Halle du Centenaire, Wrocław Affluence : 5 900 Arbitrage : Stark, Ştefan |
| 27 janvier 2016 16h00 | Nilsson, Östlund 5 | (10-7)  | Bodó 5  | Halle du Centenaire, Wrocław Affluence : 5 900 Arbitrage : Stark, Ştefan |
| 27 janvier 2016 16h00 | ×3 ×5              | Rapport | ×3 ×1   | Halle du Centenaire, Wrocław Affluence : 5 900 Arbitrage : Stark, Ştefan |

## Statistiques et récompenses

### Récompenses
Bence Banhidi est le seul joueur hongrois nommé dans équipe-type de la compétition.

### Buteurs
| Rang | Joueur          | Tot. | Tirs | %     | 7m  | MJ |
| ---- | --------------- | ---- | ---- | ----- | --- | -- |
| 1    | László Nagy     | 21   | 35   | 60 %  | 0/0 | 6  |
| 2    | Iman Jamali     | 18   | 39   | 46 %  | 0/1 | 6  |
| 3    | Richárd Bodó    | 17   | 37   | 46 %  | 0/0 | 6  |
| 4    | Bence Bánhidi   | 14   | 19   | 74 %  | 0/0 | 6  |
| 5    | Gábor Ancsin    | 13   | 24   | 54 %  | 0/0 | 6  |
| 6    | Gergő Iváncsik  | 11   | 15   | 73 %  | 3/6 | 6  |
| 7    | Kornél Nagy     | 10   | 24   | 42 %  | 0/0 | 6  |
| 8    | Rudolf Faluvégi | 8    | 13   | 62 %  | 0/0 | 6  |
| 9    | Ákos Pásztor    | 7    | 12   | 58 %  | 1/1 | 6  |
| 10   | Tibor Gazdag    | 4    | 9    | 44 %  | 2/5 | 6  |
| 10   | Szabolcs Zubai  | 4    | 5    | 80 %  | 0/0 | 6  |
| 11   | Timuzsin Schuch | 3    | 6    | 50 %  | 0/1 | 6  |
| 12   | Tamás Borsos    | 1    | 1    | 100 % | 0/0 | 6  |

### Gardiens de but
| N° | Nom            | %    | Arrêts | Tirs | MJ |
| -- | -------------- | ---- | ------ | ---- | -- |
| 1  | Roland Mikler  | 29 % | 20     | 74   | 6  |
| 2  | László Bartucz | 27 % | 20     | 74   | 6  |